# 2450 Ioannisiani
2450 Ioannisiani è un asteroide della fascia principale del diametro medio di circa 29,3 km. Scoperto nel 1978, presenta un'orbita caratterizzata da un semiasse maggiore pari a 3,1172296 UA e da un'eccentricità di 0,1101190, inclinata di 2,51953° rispetto all'eclittica.
L'asteroide è dedicato al designer di telescopi russo Bagrat Konstantinovič Ioannisiani.